# Grand Prix de Plumelec 1984
Il Grand Prix de Plumelec 1984, decima edizione della corsa, si svolse il 10 giugno su un percorso con partenza e arrivo a Plumelec. Fu vinto dal francese Pierre Bazzo della Coop-Hoonved davanti ai suoi connazionali Patrick Bonnet e Pascal Simon.

## Ordine d'arrivo (Top 10)
| Pos. | Corridore             | Squadra                  | Tempo |
| ---- | --------------------- | ------------------------ | ----- |
| 1    | Pierre Bazzo          | Coop-Hoonved             |       |
| 2    | Patrick Bonnet        | Système U                |       |
| 3    | Pascal Simon          | Peugeot-Shell-Michelin   |       |
| 4    | Jean-René Bernaudeau  | Système U                |       |
| 5    | Bernard Bourreau      | Peugeot-Shell-Michelin   |       |
| 6    | Jean-Francois Chaurin | Coop-Hoonved             |       |
| 7    | Régis Clère           | Coop-Hoonved             |       |
| 8    | Jacques Michaud       | Coop-Hoonved             |       |
| 9    | Alain Vigneron        | La Vie Claire-Terraillon |       |
| 10   | Claude Moreau         | Coop-Hoonved             |       |